# Ladybugs
Pour plus de détails, voir Fiche technique et Distribution.
Ladybugs est un film américain de Sidney J. Furie sorti en 1992.

## Synopsis
Chester Lee (Rodney Dangerfield) cherche désespérément une promotion et un peu de respect de la part de son patron. Pour l’impressionner, il proclame avoir été un bon joueur de football (soccer) dans sa jeunesse et va donc se retrouver à la tête d'une équipe nommée Ladybugs avec son assistante Julie (Jackée Harry). L'équipe, sponsorisée par son entreprise, a largement dominé les saisons précédentes. Malheureusement, seulement une joueuse est de retour pour la nouvelle saison. Les joueuses de la nouvelle équipe, qui inclut la fille du patron, Kimberly, sont désemparées, font un début de saison épouvantable et le patron est moins qu'impressionné.
Dans sa vie personnelle, Chester est fiancé à Bess (Ilene Graff), qui a un fils, Matthew (Jonathan Brandis), issu d'un précédent mariage. Il se trouve que Matthew est un grand athlète, mais il a de mauvaises notes qui le font virer de l'équipe de football. Chester invite Matthew à regarder l'entraînement des Ladybugs et à obtenir des conseils. Matthew a le béguin pour Kimberly depuis l'école, ce qui inspire en partie Chester à le persuader de s'habiller comme une fille et de jouer pour l'équipe en tant que "Martha"...

## Fiche technique
- Réalisation : Sidney J. Furie
- Scénario : Curtis Burch
- Durée : 90 minutes

## Distribution
- Rodney Dangerfield : Chester Lee
- Jonathan Brandis : Matthew / Martha
- Ilene Graff : Bess
- Vinessa Shaw : Kimberly Mullen
- Jennifer Frances Lee : Carmelita Chu
- Tom Parks : Dave Mullen
- Jeanetta Arnette : Glynnis Mullen
- LaCrystal Cooke : Nancy Larimer
- Vanessa Monique Rossel : Tina Velez